# Achromadora papuana
Achromadora papuana är en rundmaskart som först beskrevs av Daday 1899.  Achromadora papuana ingår i släktet Achromadora och familjen Cyatholaimidae. Inga underarter finns listade i Catalogue of Life.